# Neolepton obliquatum
Neolepton obliquatum är en musselart som först beskrevs av Chaster 1897.  Neolepton obliquatum ingår i släktet Neolepton och familjen Neoleptonidae. Inga underarter finns listade i Catalogue of Life.